# پارادایم آدبال
پارادایم آدبال یا الگوواره غیرعادی (به انگلیسی:oddball paradigm) یک محرک مورد استفاده در تحقیقات روانشناسی و علوم اعصاب است.
در این آزمایش مجموعه ای از محرک‌ها به ترتیبی نشان داده می‌شوند که یکی از محرک‌ها از احتمال وقوع کمتری نسبت به سایرین برخوردار است، در نتیجه فرد آزمایش شونده به وقوع غیرمنتظره این محرک، واکنش نشان می‌دهد.